# Чемпионат СССР по лыжным гонкам 1941
14-й лично-командный чемпионат СССР по лыжным гонкам проходил в Ленинграде с 2 по 6 марта 1941 года. Соревнования проводились по шести дисциплинам — гонки на 20 и 50 км, военизированная гонка со стрельбой 20 км (мужчины), гонка на 5 и 15 км, военизированная гонка со стрельбой 5 км (женщины).

## Медалисты

### Мужчины
|                                             | Золото                              | Серебро                                        | Бронза                             |
| ------------------------------------------- | ----------------------------------- | ---------------------------------------------- | ---------------------------------- |
| Гонка на 20 км                              | Добрышкин Алексей «Динамо» Москва   | Ульмаев Махид «Динамо» Москва                  | Манжосов Николай ЦДКА Москва       |
| Военизированная гонка со стрельбой на 20 км | Манжосов Николай ЦДКА Москва        | Додонов Аркадий «Спартак» Горький              | Петров Владимир Московская область |
| Гонка на 50 км                              | Рудаков Анатолий «Локомотив» Москва | Трифонов Михаил «Дзержинец» Московская область | Баусов Дмитрий «Динамо» Горький    |

### Женщины
|                                            | Золото                            | Серебро                             | Бронза                                                       |
| ------------------------------------------ | --------------------------------- | ----------------------------------- | ------------------------------------------------------------ |
| Гонка на 5 км                              | Кулакова Любовь «Сталинец» Москва | Маркова Неонила «Локомотив» Москва  | Пашкова Людмила Государственный институт физкультуры Харьков |
| Военизированная гонка со стрельбой на 5 км | Болотова Зоя «Сталинец» Москва    | Зимина Валентина «Локомотив» Москва | Грачева Матрёна «Динамо» Москва                              |
| Гонка на 15 км                             | Початова Мария «Зенит» Москва     | Воробьева Екатерина «Динамо» Москва | Ощепкова Александра «Медик» Горький                          |